# Eleccions a Moçambic
Eleccions a Moçambic dona informació sobre les eleccions i els resultats electorals a Moçambic.
Moçambic escull als representants en diversos nivells:
- A nivell nacional un cap d'Estat - el president - i un òrgan legislatiu. El president és elegit per un mandat de cinc anys pel poble. L'Assemblea de la República (Assembleia da República) compta amb 250 membres, elegits per un mandat de cinc anys mitjançant representació proporcional.
- A nivell provincial, des de les assemblees provincials de 2009, elegides al mateix temps que les eleccions nacionals.
- A nivell local, des de eleccions municipals de 1998 per escollir els líders del cada vegada major nombre de municipis: el president del Consell Municipal i assemblees municipals.[2]

## Llei de la comissió electoral
Les eleccions de Moçambic estan a càrrec d'una Comissió Nacional d'Eleccions (CNE), i la llei electoral ha canviat amb freqüència. Al desembre de 2012 una nova llei establia la composició de la comissió electoral de vuit representants dels partits polítics: 5 nomenats pel titular FRELIMO, dos d'ells nomenats pel cap de l'oposició RENAMO i un pel Moviment Democràtic de Moçambic (MDM). Hi ha tres altres membres designats pels representants de la societat civil, un jutge designat pel Consell Superior de la Magistratura Judicial i un advocat designat pel Consell Superior de la Fiscalia Pública.

## 1994 – Eleccions presidencials i parlamentàries
A les primeres eleccions multipartidistes celebrades a Moçambic en 1994 el candidat del FRELIMO i president de Moçambic des de 1986 Joaquim Chissano va ser escollit i el partit de l'oposició i ex grup guerriller RENAMO va reconèixer el resultat. El Consell de Seguretat de les Nacions Unides, que tenia una operació de manteniment de la pau basada allà a causa de la guerra civil, va fer seus els resultats com a lliures i justes a la resolució 960.

## 1999 – Eleccions presidencials i parlamentàries
En les eleccions de finals de 1999 el president Joaquim Chissano de FRELIMO va ser reelegit amb el 52,3% dels vots, i el FRELIMO s'assegura 133 dels 250 escons parlamentaris. El principal candidat swla partits de l'oposició, Afonso Dhlakama de la RENAMO, va obtenir el 47,7% i el partit va obtenir els 117 escons restants.

## 2004 – Eleccions presidencials i parlamentàries
A les eleccions de l'1-2 desembre de 2004 Armando Guebuza, nou candidat del FRELIMO, va guanyar amb el 63,7% dels vots, més del doble que el candidat de la RENAMO, Afonso Dhlakama (31,7%).
En les eleccions parlamentàries FRELIMO va obtenir el 62% (1,8 milions) dels vots, la RENAMO el 29,7% (905.000 vots), i 18 partits menors va compartir el 8% restant. FRELIMO va assolir 160 dels escons parlamentaris, i 90 la RENAMO.
Aquestes eleccions foren criticades per no haver estat celebrades de manera justa i transparent, tant per la Missió d'Observació de la Unió Europea a les Eleccions a Moçambic com pel Carter Center. No obstant això, segons els observadors, els problemes detectats probablement no haurien afectat la reelecció del president de la República, però el repartiment d'escons entre els partits hi haurà estat una mica alterat (RENAMO probablement hauria perdut un nombre d'escons vers FRELIMO).
El 2 de febrer de 2005, Guebuza va prendre possessió com a President de la República, sense el reconeixement de Dhlakama i de la RENAMO, que no participaran en la cerimònia d'investidura. La RENAMO, però, accedí a participar en el parlament i en el Consell d'Estat.

## 2009 – Eleccions presidencials i parlamentàries
Les eleccions presidencials i parlamentàries es van celebrar el 28 d'octubre del 2009 per quarta vegada des de la introducció del sistema multipartidista. En les eleccions per a l'Assemblea de la República, el FRELIMO i la RENAMO es presentaren als 13 districtes electorals, però el recentment format MDM només va poder presentar-se a 4 districtes electorals.

## 2014 – Eleccions presidencials i parlamentàries
Les eleccions presidencials i parlamentàries es van celebrar el 15 d'octubre de 2014 per cinquena vegada des de la introducció del sistema multipartidista. A les eleccions per a l'Assemblea de la República, FRELIMO, MDM i RENAMO es presentaren als 13 districtes electorals.

## Resultats de les eleccions parlamentàries
| FRELIMO                               | 129 | 133 | 160 | 191 | 144 |
| RENAMO                                | 112 | -   | -   | 51  | 89  |
| RENAMO-Unió Electoral (RENAMO-UE)     | -   | 117 | 90  | -   | -   |
| Unió Democràtica (UD)                 | 09  | -   | -   | -   | -   |
| Moviment Democràtic de Moçambic (MDM) | -   | -   | -   | 08  | 17  |
| Total                                 | 250 | 250 | 250 | 250 | 250 |